# Gruiformes
I Gruiformi (Gruiformes Bonaparte, 1854) sono un ordine di uccelli che comprende numerose specie, viventi ed estinte. Gruiforme significa «simile alla gru».
Tradizionalmente, nei Gruiformes è stato inserito un gran numero di famiglie di uccelli acquatici e terrestri che sembrava non appartenessero ad ogni altro ordine. Tra questi ricordiamo le gru di notevoli dimensioni o le schiribille ed i ralli, amanti dell'acqua relativamente piccoli e riservati (famiglie con una vasta distribuzione ed una dozzina o più di specie), così come una grande varietà di famiglie molto piccole, alcune delle quali comprendono pochissime specie, come gli Heliornithidae, l'aramo o i trombettieri.
A prima vista, i Gruiformes sembrano avere poco in comune tra loro, soprattutto a causa del diverso aspetto fisico. Comunque, alcuni aspetti anatomici indicano che alcuni generi raggruppati nel tradizionale ordine Gruiformes non sembrano essere imparentati tra loro evolutivamente, ipotesi suffragata anche dalle analisi molecolari. Altri uccelli sono stati inseriti in questo ordine soprattutto per la necessità di inserirli da qualche parte; ciò ha provocato, in questo ordine allargato, la perdita di una distintiva apomorfia. Fortunatamente per i filogenetisti, studi più recenti indicano che questi «Gruiformes eccentrici» sono tutti imparentati solo molto lontanamente con le gru, i ralli ed i loro parenti («veri Gruiformes»). Un aspetto interessante nella linealogia di alcuni gruiformi è la caratteristica perdita dell'attitudine al volo, che in quest'ordine si riscontra molto più facilmente che negli altri uccelli. Circa un terzo delle famiglie estinte non erano in grado di volare e sono noti molti ralli, viventi ed estinti, che hanno perso questa capacità.

## Caratteristiche
Sono un ordine di uccelli dalle zampe più o meno lunghe, con quattro dita e pollice sopraelevato, in genere ridotto (a volte assente). Non hanno zampe palmate, ma nelle folaghe e nei ralli tuffatori le singole dita sono contornate di lobi membranosi. Hanno collo in genere snello e sovente allungato, ma non più lungo delle zampe; i colori del piumaggio non sono mai molto vivaci e i sessi sono generalmente simili; la coda è corta; le ali sono arrotondate. Il becco, di varia forma, è generalmente robusto.
Per quanto riguarda l'attitudine al volo, questo gruppo è assai eterogeneo: alcune specie non volano affatto, altre volano con difficoltà, altre ancora, in genere di dimensioni maggiori, sono ottime volatrici, come ad esempio è il caso della gru. In volo i Gruiformi sono riconoscibili per la posizione del collo e delle zampe, tesi rispettivamente all'innanzi e all'indietro.
I rappresentanti di questo ordine, distribuiti praticamente in tutte le regioni del globo a eccezione delle zone polari, depongono uova da cui nascono piccoli precoci e interamente ricoperti di piume, che abbandonano il nido in tempo molto breve.

## Sistematica
I Gruiformes sono stati suddivisi in vari sottordini. Rallidae ed Heliornithidae sono raggruppati nei Ralli; nonostante i Rallidae vengano talvolta separati nell'ordine Ralliformes, ciò non è supportato dai dati attuali. Aramidae, Gruidae e Psophiidae formano i Grui. Questa suddivisione è ben supportata dai dati molecolari e morfologici disponibili.
Un gran numero di potenziali candidati all'ordine Gruiformes è stato respinto da Sibley ed Ahlquist (1990) sulla base di studi sull'ibridizzazione DNA-DNA. Le loro ricerche portarono alla rimozione di Otididae, Eurypygidae, Rhynochetidae, Cariamidae, Mesitornithidae e Turnicidae dai Gruiformes. Gli Eurypygidae ed i Rhynochetidae erano più simili agli Ardeidae e vennero associati ad altri uccelli, tradizionalmente interpretati come Ciconiiformes o Charadriiformes, in un ordine Ciconiiformes allargato. I Mesitornithidae ed i Cariamidae vennero ritenuti più vicini ai Cuculiformes, ma gli Otididae non sembravano essere imparentati con nessun ordine esistente e per i Turnicidae non venne trovata una collocazione stabile.
Comunque, l'ibridizzazione DNA-DNA è spesso insufficiente per determinare meglio la filogenia di questi volatili; proprio per questo i «Ciconiiformes» di Sibley ed Ahlquist non vennero ritenuti un gruppo naturale. Malgrado questo, le famiglie che non si riteneva appartenessero a quest'ordine non vi appartengono per davvero, e perciò le presunte affinità con i Gruiformes devono essere considerate come errori di passaggio, come fecero giustamente notare Sibley e Monroe. La rimozione di questi taxa dai Gruiformes ha ottenuto il beneficio addizionale di permettere all'ordine di essere definito da una apomorfia morfologica, come detto prima.
Le analisi delle sequenze di DNA hanno permesso di classificare il pedionomo errante - ritenuto in passato come una quaglia tridattila aberrante dei Gruiformes - tra i trampolieri charadriiformi, come un parente delle jacane (Paton et al. 2003, Thomas et al. 2004, van Tuinen et al. 2004). Le stesse quaglie tridattile sono state trasferite nei Charadriiformes, ma formano un gruppo piuttosto distinto dagli altri membri di quell'ordine (van Tuinen et al., 2005; Paton & Baker, 2006).
Fain e Houde (2004) scoprirono che le famiglie poste fuori dai Gruiformes da Sibley ed Ahlquist non erano giustamente imparentate con essi. I loro dati indicano che possa esistere un clade eterogeneo di varie famiglie da loro indicato come Metaves, ma come questo gruppo sia organizzato all'interno non è noto con certezza. Per questo motivo, sulla base delle omoplasie molecolari i «Metaves» sembrano costituire uno pseudo-clade.
I seriema e le otarde sono forse gruppi basali di un clade che comprende gli «uccelli acquatici più evoluti», gli acquatici Neoaves, come i Procellariiformes ed i Ciconiiformes, ma non i Galloanserae.
ORDINE GRUIFORMES
- Sottordine Ralli

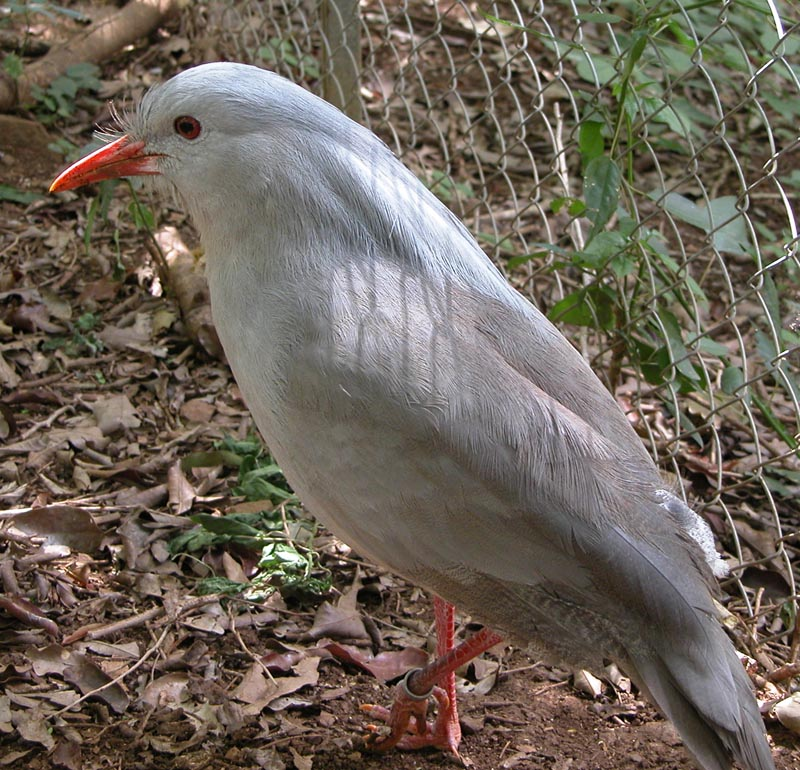
L'enigmatico kagu potrebbe non essere un gruiforme.

  - Famiglia Rallidae (schiribille e ralli)
  - Famiglia Heliornithidae (podiche e svassi del sole)
- Sottordine Grui
  - Famiglia Gruidae (gru)
  - Famiglia Aramidae (limpkin)
  - Famiglia Psophiidae (trombettieri)
  - Famiglia †Eogruidae (fossile)
  - Famiglia †Ergilornithidae (fossile)
- Famiglie incertae sedis
  - Famiglia †Parvigruidae (fossile)
  - Famiglia †Songziidae (fossile)
  - Famiglia †Gastornithidae (diatrima) (fossile)
  - Famiglia †Messelornithidae (uccelli di Messel)
  - Famiglia †Salmilidae (fossile)
  - Famiglia †Geranoididae (fossile)
  - Famiglia †Bathornithidae (fossile)
  - Famiglia †Idiornithidae (fossile)
  - Famiglia †Phorusrhacidae (uccelli del terrore) (fossile)

Altre famiglie che in passato venivano annoverate tra i Gruiformi hanno trovato, alla luce delle moderne conoscenze filogenetiche, altre collocazioni:
- la famiglia Mesitornithidae è oggi attribuita ad un ordine a sé stante, Mesitornithiformes.[3]
- Eurypygidae (tarabuso del sole) e Rhynochetidae (kagu) sembrano costituire un distinto gruppo gondwaniano, che potrebbe comprendere anche gli estinti Aptornithidae della Nuova Zelanda, e vengono collocati nell'ordine Eurypygiformes.[4]
- la famiglia Cariamidae è oggi attribuita all'ordine Cariamiformes.[5]
- la famiglia Otididae è oggi attribuita all'ordine Otidiformes.[6]

Quali siano le relazioni che intercorrono tra questi uccelli ed i mesite ed il nucleo dei Gruiformes è ancora ignoto.
I gruiformi sono uno dei gruppi più antichi di uccelli moderni. I gruiformi ancestrali sono con tutta probabilità tra i sopravvissuti all'evento di estinzione Cretaceo-Terziario, circa 65 milioni di anni fa. Non si conoscono fossili di forme di gruiformi basali. Comunque, vi sono alcuni generi che non sono stati assegnati a famiglie note, i quali occupano una posizione più basale:
- Propelargus (Eocene superiore/Oligocene inferiore di Quercy, Francia) - cariamide o idornitide
- Rupelrallus (Oligocene superiore della Germania) - rallide? parvigruide?
- Badistornis (Oligocene medio di Shannon County, USA) - aramide?
- Probalearica (Oligocene superiore? - Pliocene medio della Florida, USA, Francia?, Moldavia e Mongolia) - gruide? Nomen dubium?
- "Gruiformes" gen. e sp. indet. MNZ S42623 (Miocene inferiore/medio di Otago, Nuova Zelanda) - Aptornithidae?
- Aramornis (Miocene medio di Snake Creek Quarries, USA) - gruide? aramide?
- Euryonotus (Pleistocene dell'Argentina) - rallide?
- Occitaniavis - cariamidi o idiornitidi, comprende Geranopsis elatus

Anche altri uccelli fossili più enigmatici vengono attribuiti a questo ordine, come la famiglia Laornithidae del Cretaceo superiore ed i seguenti taxa: 
- Horezmavis (Cretaceo superiore del Kyzyl Kum, Uzbekistan)
- Telmatornis (Cretaceo superiore?)
- Eobalearica (Eocene superiore? del Ferghana, Uzbekistan) - gruidi?
- «Phasianus» alfhildae (Eocene superiore di Haystack Butte, USA)
- Talantatos (Eocene superiore del bacino di Parigi, Francia)
- Telecrex (Eocene superiore di Shara Murun, Mongolia) - rallidi?
- Aminornis (Oligocene inferiore del Rio Deseado, Argentina) - aramidi?
- Loncornis (Oligocene inferiore del Rio Deseado, Argentina) - aramidi?
- Riacama (Oligocene inferiore del Rio Deseado, Argentina)
- Smiliornis (Oligocene inferiore del Rio Deseado, Argentina)
- Pseudolarus (Oligocene inferiore - Miocene del Rio Deseado, Argentina) - gruiformi?
- Gnotornis (Oligocene superiore di Shannon County, USA) - aramidi?
- Anisolornis (Miocene medio di Karaihen, Argentina) - aramidi?

## Tassonomia

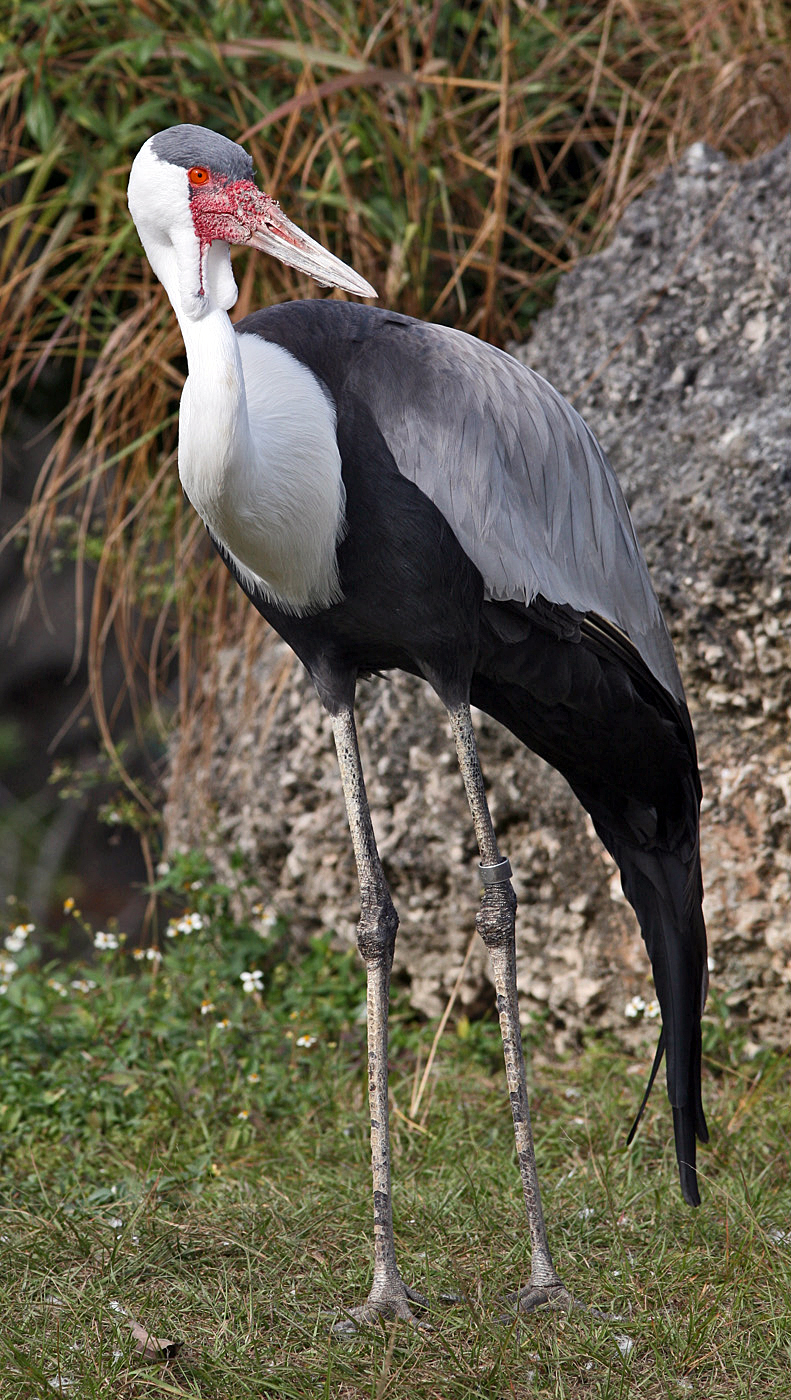
Gru caruncolata
Grus carunculatus

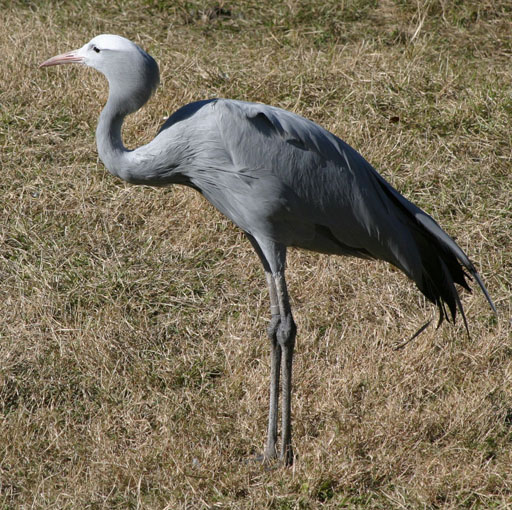
Gru del paradiso
Grus paradisea

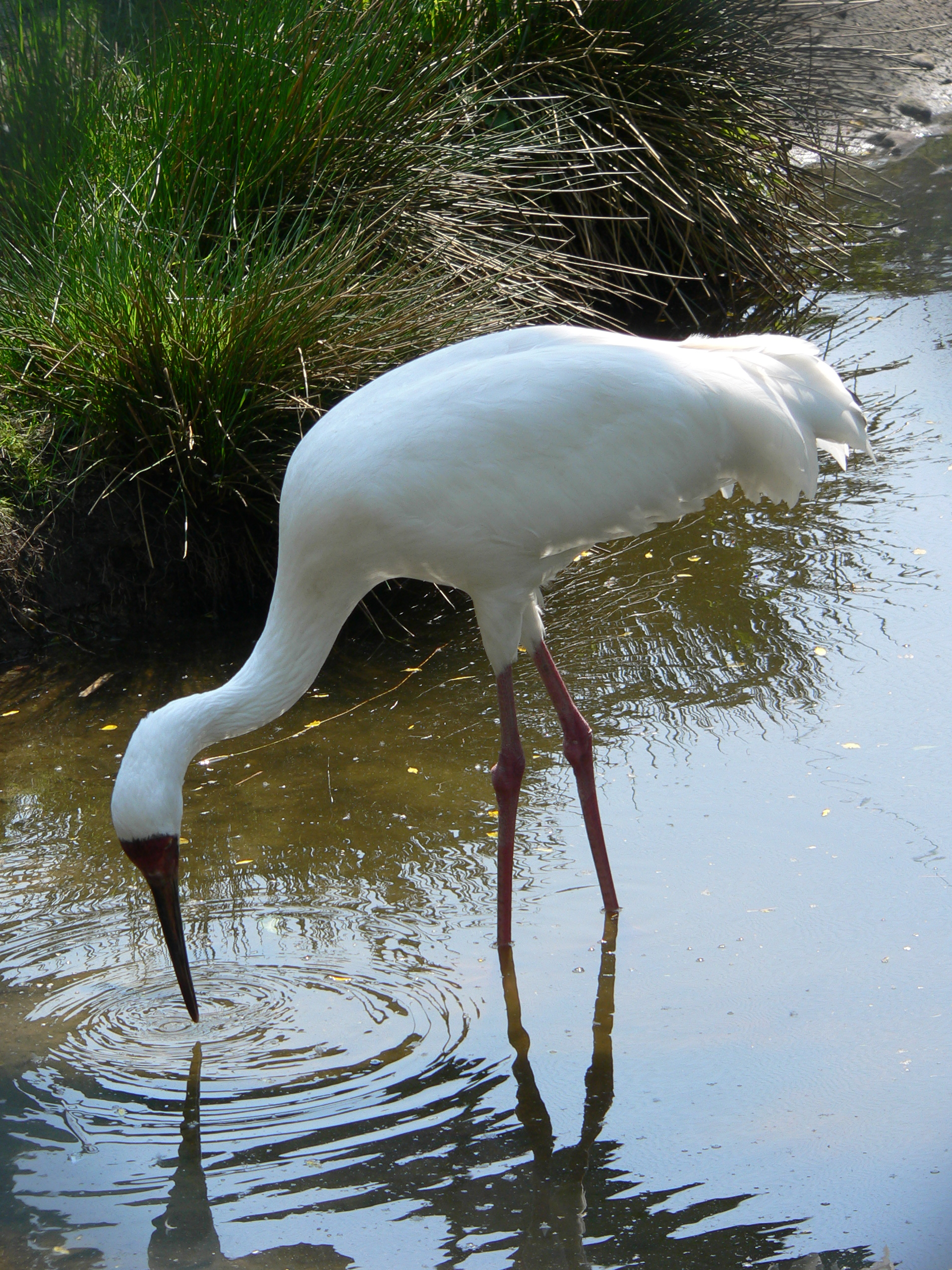
Gru siberiana
Grus leucogeranus

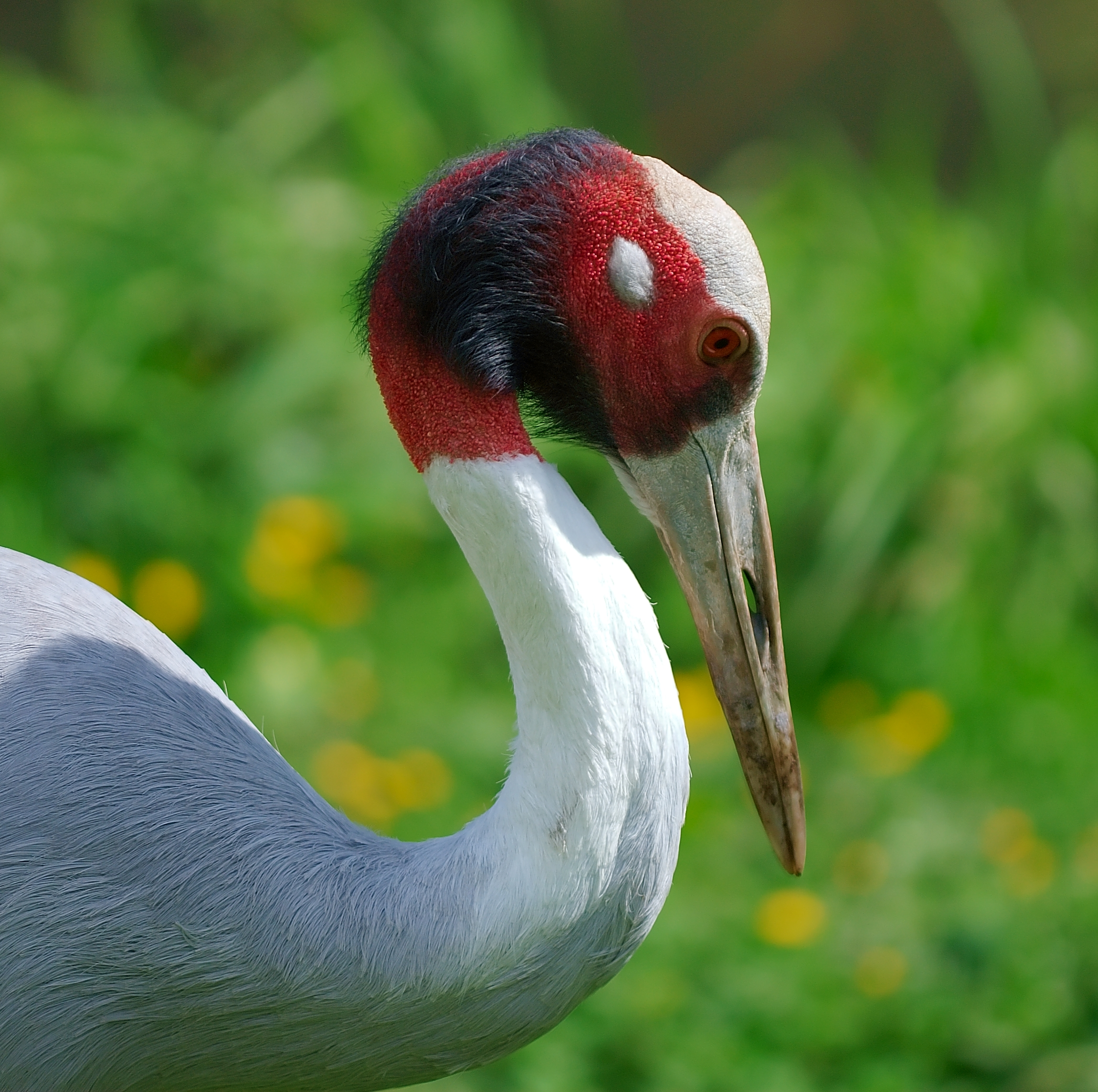
Gru antigone
Grus antigone

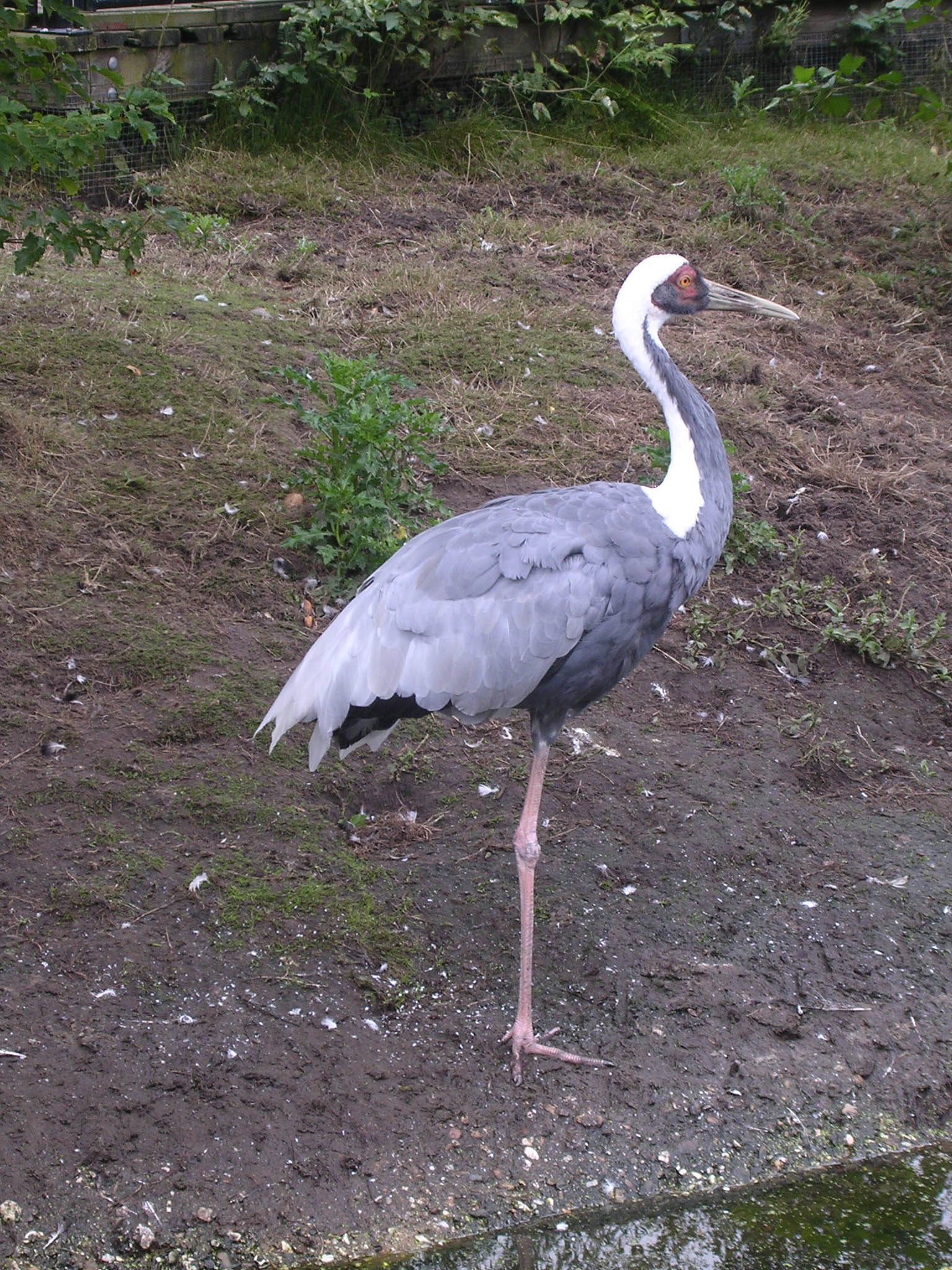
Gru nucabianca
Grus vipio

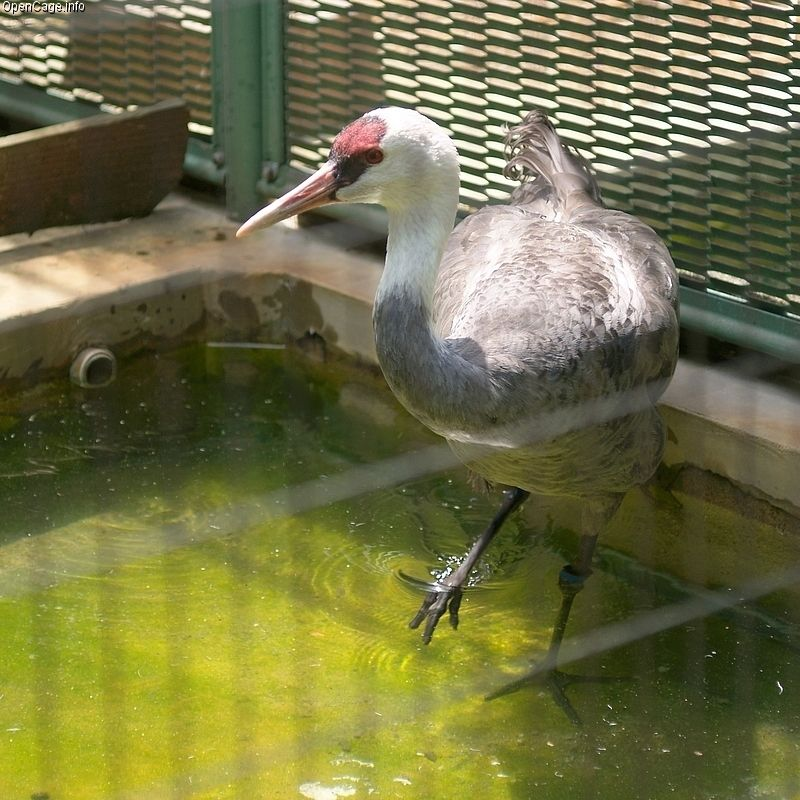
Gru monaca
Grus monacha

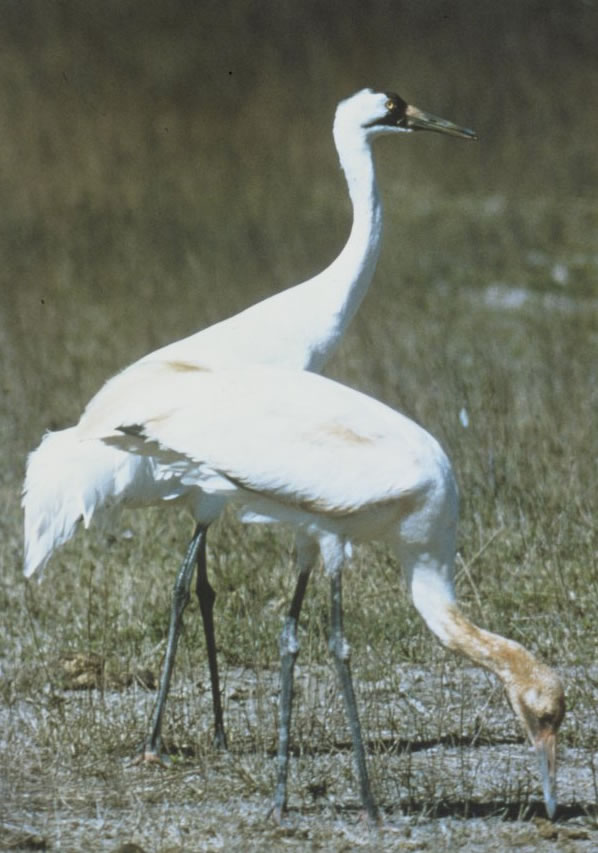
Gru americana
Grus americana

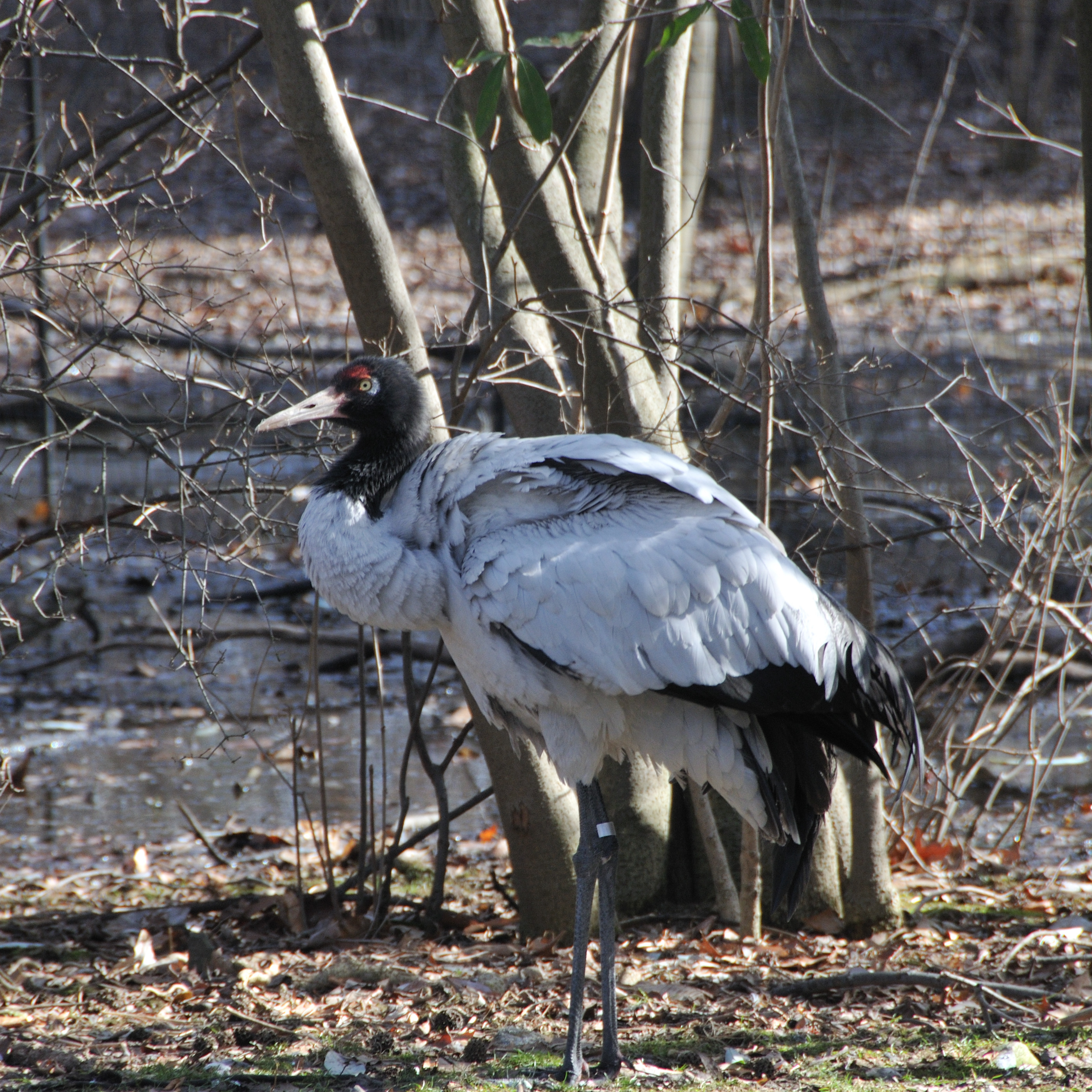
Gru collonero
Grus nigricollis

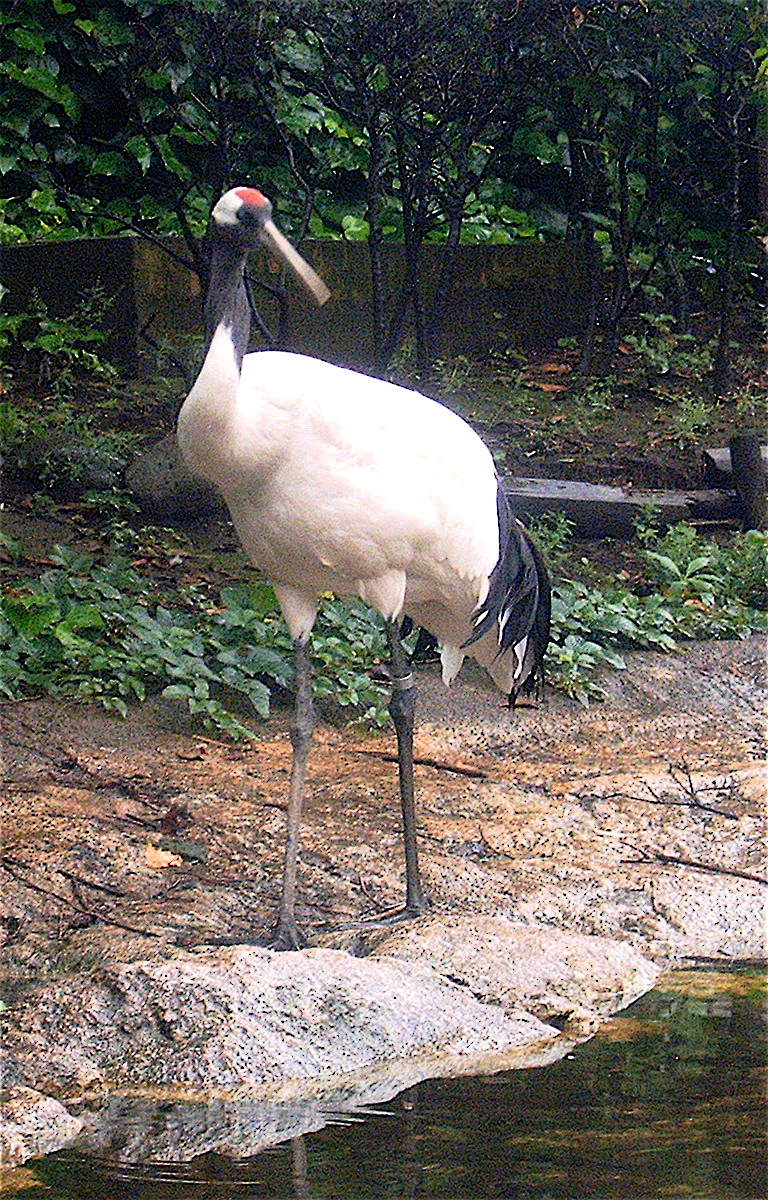
Gru della Manciuria
Grus japonensis

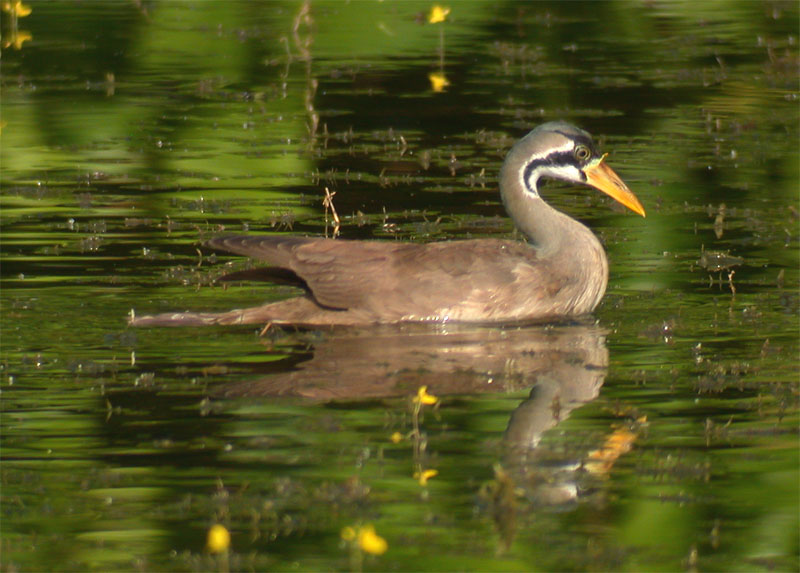
Svassorallo asiatico
Heliopais personatus

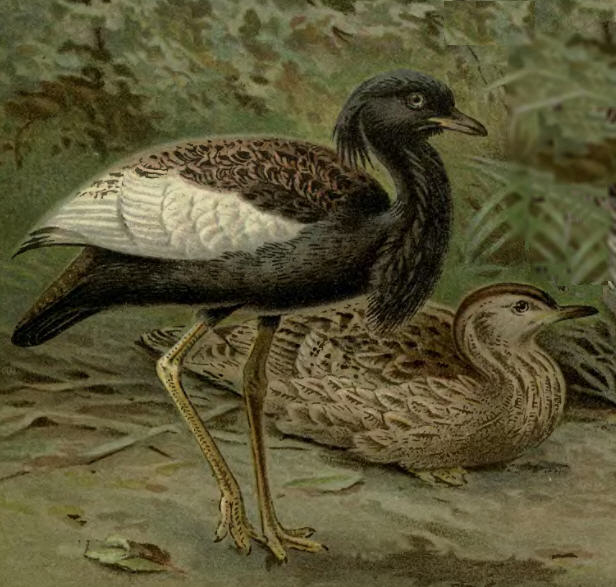
Florican del Bengala
Houbaropsis bengalensis

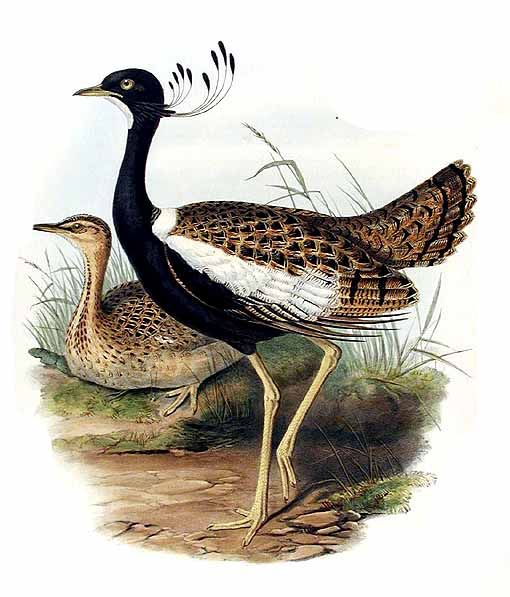
Florican minore
Sypheotides indicus

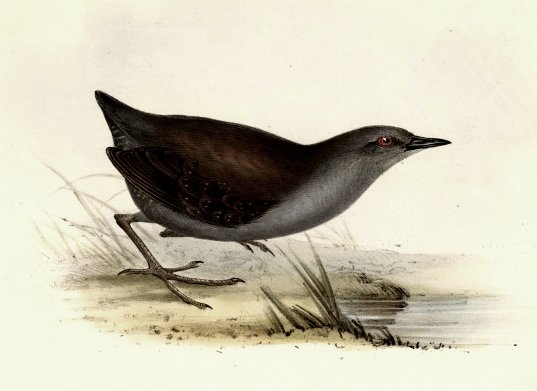
Rallo delle Galapagos
Laterallus spilonotus

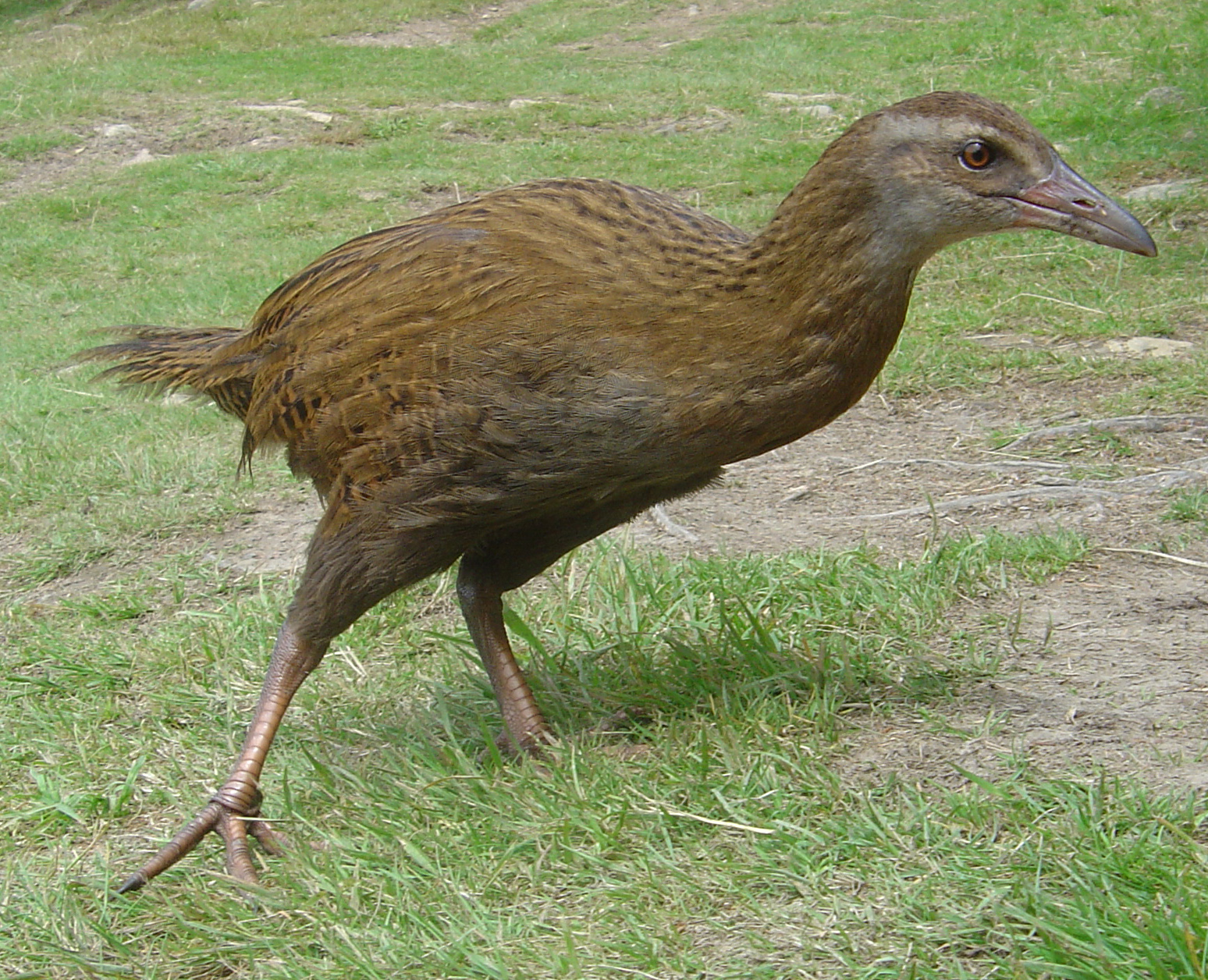
Weka
Gallirallus australis

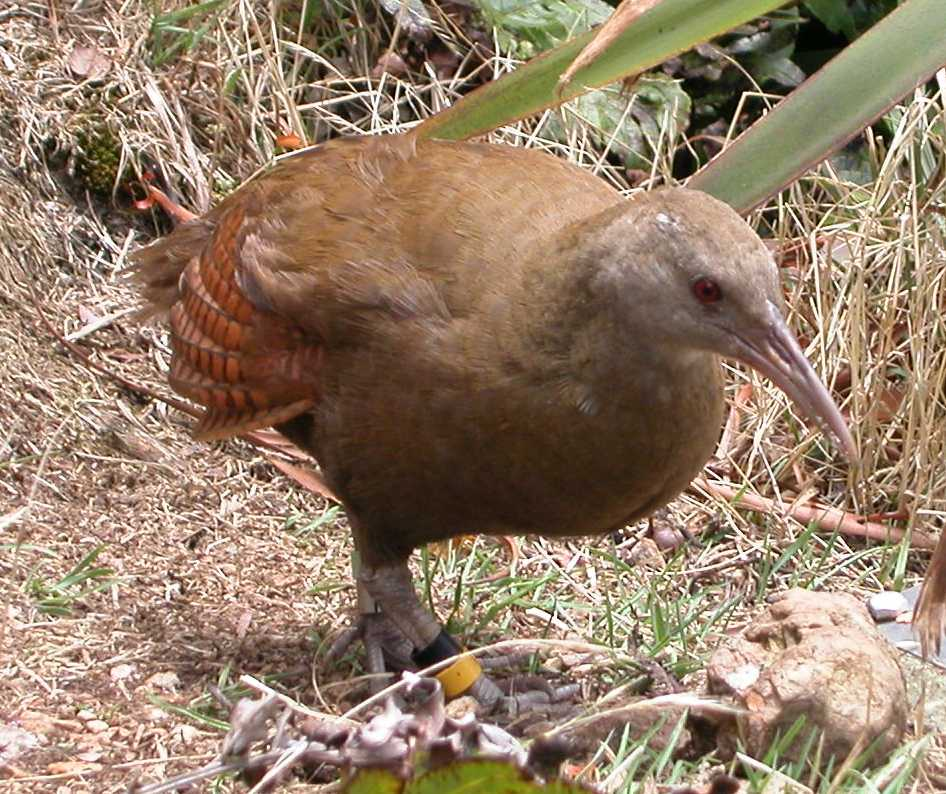
Rallo di Lord Howe
Gallirallus sylvestris

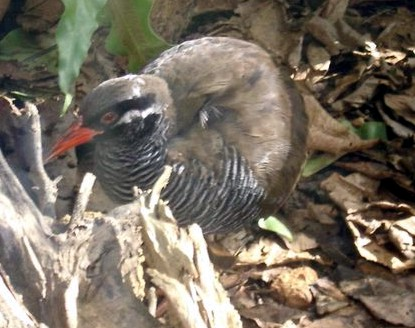
Rallo di Okinawa
Gallirallus okinawae

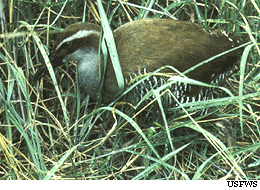
Rallo di Guam
Gallirallus owstoni

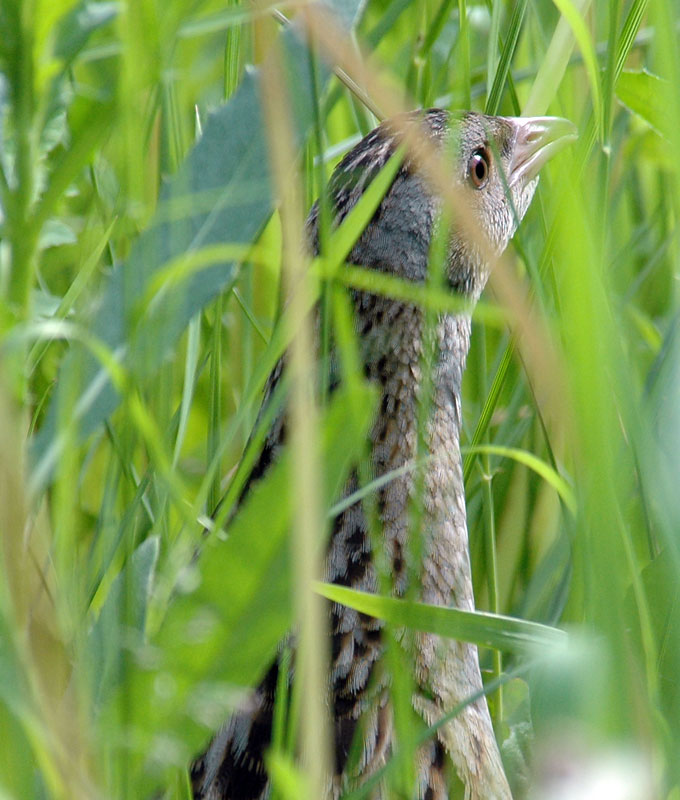
Re di quaglie
Crex crex

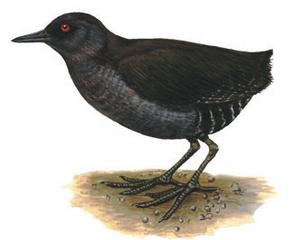
Rallo di Inaccessible
Atlantisia rogersi

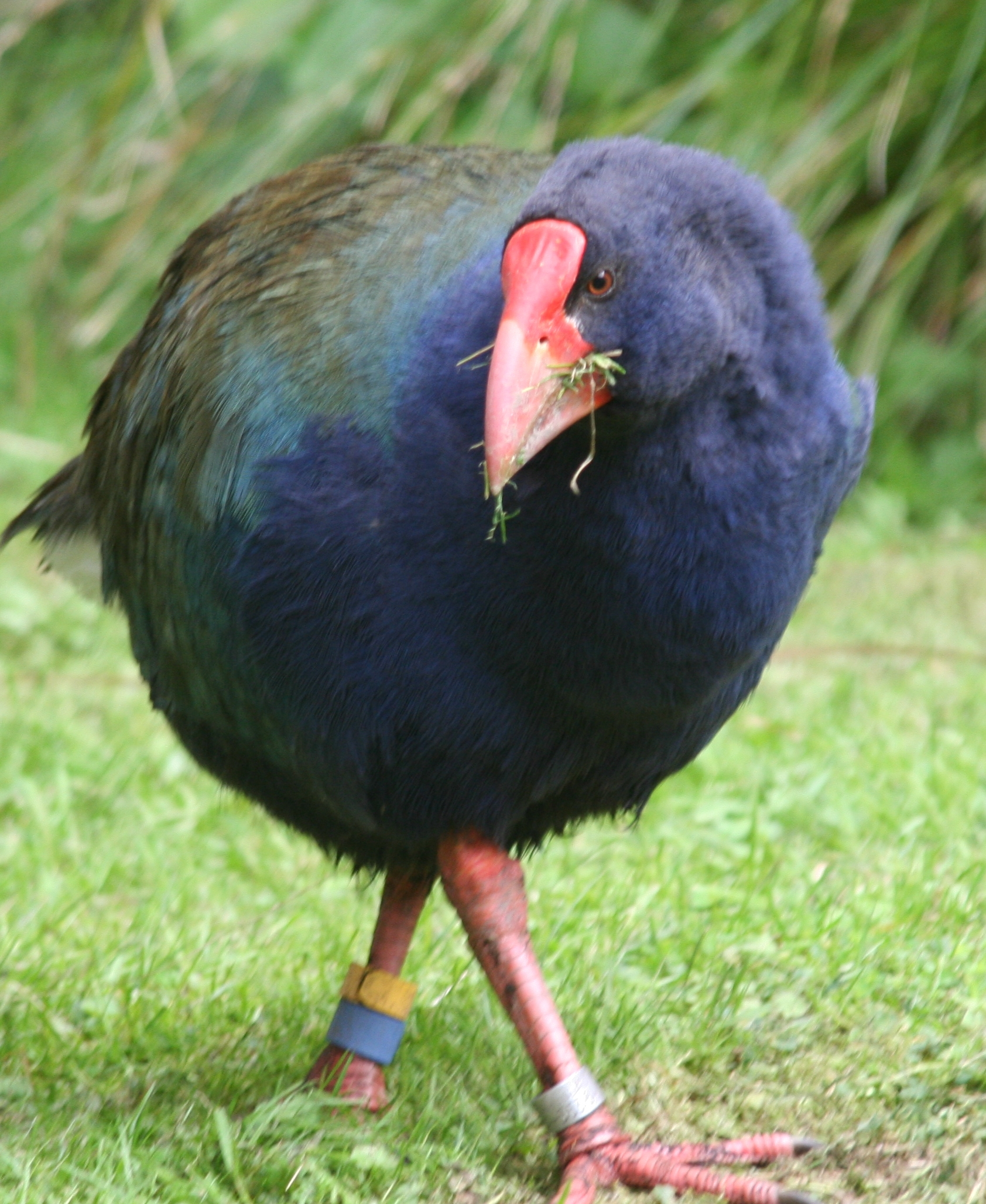
Takahe dell'Isola del Sud
Porphyrio hochstetteri

L'ordine Gruiformes comprende attualmente (maggio 2012) le seguenti famiglie:
 Famiglia Aramidae 
- Genere Aramus
  - Aramus guarauna (Linnaeus, 1766)- aramo

 Famiglia Gruidae 
- Genere Balearica
  - Balearica regulorum (E.T.Bennett, 1834) - gru coronata grigia
  - Balearica pavonina (Linnaeus, 1758) - gru pavonina
- Genere Grus
  - Grus leucogeranus Pallas, 1773 - gru siberiana
  - Grus canadensis  (Linnaeus, 1758) - gru canadese
  - Grus vipio Pallas, 1811 - gru dal collo bianco
  - Grus antigone  (Linnaeus, 1758) - gru antigone
  - Grus rubicunda  (Perry, 1810) - gru brolga
  - Grus virgo  (Linnaeus, 1758) - damigella di Numidia
  - Grus paradisea   (A.A.H.Lichtenstein, 1793) - gru del paradiso
  - Grus carunculata  (J.F.Gmelin, 1789) - gru caruncolata
  - Grus japonensis  (Statius Müller, 1776) - gru della Manciuria
  - Grus americana  (Linnaeus, 1758) - gru americana
  - Grus grus  (Linnaeus, 1758) - gru cenerina
  - Grus monacha Temminck, 1835 - gru monaca
  - Grus nigricollis Przewalski, 1876 - gru dal collo nero

 Famiglia Heliornithidae 
- Genere Podica Lesson, 1831
  - Podica senegalensis (Vieillot, 1817) - rallo tuffatore africano.
- Genere Heliopais Sharpe, 1893
  - Heliopais personatus (G. R. Gray, 1849) - rallo tuffatore asiatico.
- Genere Heliornis Bonnaterre, 1791
  - Heliornis fulica (Boddaert, 1783) - rallo tuffatore americano.

 Famiglia Psophiidae 
- Genere Psophia
  - Psophia crepitans Linnaeus, 1758 - trombettiere dalle ali grigie
  - Psophia leucoptera von Spix, 1825 - trombettiere dalle ali pallide
  - Psophia viridis von Spix, 1825 - trombettiere dalle ali scure

 Famiglia Rallidae 
- Genere Himantornis Hartlaub, 1855
  - Himantornis haematopus Hartlaub, 1855 - rallo di Nkulengu.
- Genere Coturnicops G. R. Gray, 1855
  - Coturnicops exquisitus (Swinhoe, 1873) - rallo di Swinhoe;
  - Coturnicops noveboracensis (J. F. Gmelin, 1789) - rallo giallo;
  - Coturnicops notatus (Gould, 1841) - rallo marezzato.
- Genere Micropygia Bonaparte, 1856
  - Micropygia schomburgkii (Cabanis, 1848) - rallo ocellato.
- Genere Rallicula Schlegel, 1871
  - Rallicula rubra Schlegel, 1871 - rallina castana;
  - Rallicula leucospila (Salvadori, 1876) - rallina striebianche;
  - Rallicula forbesi Sharpe, 1887 - rallina di Forbes;
  - Rallicula mayri Hartert, 1930 - rallina di Mayr.
- Genere Rallina G. R. Gray, 1846
  - Rallina tricolor G. R. Gray, 1858 - rallina collorosso;
  - Rallina canningi (Blyth, 1863) - rallina delle Andamane;
  - Rallina fasciata (Raffles, 1822) - rallina zamperosse;
  - Rallina eurizonoides (Lafresnaye, 1845) - rallina zampeardesia.
- Genere Anurolimnas Sharpe, 1893
  - Anurolimnas castaneiceps (P. L. Sclater e Salvin, 1869) - rallo testacastana.
- Genere Laterallus G. R. Gray, 1855
  - Laterallus viridis (Statius Müller, 1776) - rallo caporossiccio;
  - Laterallus fasciatus (P. L. Sclater e Salvin, 1868) - rallo bandenere;
  - Laterallus melanophaius (Vieillot, 1819) - rallo fianchirossicci;
  - Laterallus levraudi (P. L. Sclater e Salvin, 1869) - rallo fianchiruggine;
  - Laterallus ruber (P. L. Sclater e Salvin, 1860) - rallo rossiccio;
  - Laterallus albigularis (Lawrence, 1861) - rallo golabianca;
  - Laterallus exilis (Temminck, 1831) - rallo pettogrigio;
  - Laterallus jamaicensis (J. F. Gmelin, 1789) - rallo nerastro;
  - Laterallus spilonota (Gould, 1841) - rallo delle Galápagos;
  - Laterallus leucopyrrhus (Vieillot, 1819) - rallo biancorosso;
  - Laterallus xenopterus Conover, 1934 - rallo facciarossiccia.
- Genere Nesoclopeus J. L. Peters, 1932
  - Nesoclopeus poecilopterus † (Hartlaub, 1866) - rallo alibarrate;
  - Nesoclopeus woodfordi (Ogilvie-Grant, 1889) - rallo di Woodford.
- Genere Gallirallus Lafresnaye, 1841
  - Gallirallus australis (Sparrman, 1786) - weka;
  - Gallirallus calayanensis D. Allen, Oliveros, Espanola, Broad e Gonzalez, 2004 - rallo di Calayan;
  - Gallirallus lafresnayanus J. Verreaux e Des Murs, 1860 - rallo della Nuova Caledonia;
  - Gallirallus sylvestris (P. L. Sclater, 1870) - rallo di Lord Howe;
  - Gallirallus okinawae (Yamashina e Mano, 1981) - rallo di Okinawa;
  - Gallirallus torquatus (Linnaeus, 1766) - rallo barrato;
  - Gallirallus insignis (P. L. Sclater, 1880) - rallo della Nuova Britannia;
  - Gallirallus pacificus † (J. F. Gmelin, 1789) - rallo di Tahiti;
  - Gallirallus philippensis (Linnaeus, 1766) - rallo bandecamoscio;
  - Gallirallus owstoni (Rothschild, 1895) - rallo di Guam;
  - Gallirallus wakensis † (Rothschild, 1903) - rallo di Wake;
  - Gallirallus rovianae Diamond, 1991 - rallo roviana;
  - Gallirallus dieffenbachii † (G. R. Gray, 1843) - rallo di Dieffenbach;
  - Gallirallus modestus † (F. W. Hutton, 1872) - rallo delle Chatham;
  - Gallirallus striatus (Linnaeus, 1766) - rallo pettoardesia.
- Genere Diaphorapteryx
  - Diaphorapteryx hawkinsi (Forbes, HO, 1892) †
- Genere Rallus Linnaeus, 1758
  - Rallus longirostris Boddaert, 1783 - rallo beccolungo
  - Rallus crepitans J.F.Gmelin, 1789
  - Rallus obsoletus Ridgway, 1874 - rallo di Ridgway
  - Rallus elegans Audubon, 1834 - rallo re
  - Rallus tenuirostris Ridgway, 1874
  - Rallus wetmorei Zimmer e Phelps, 1944 - rallo fianchiuniformi
  - Rallus limicola Vieillot, 1819 - rallo della Virginia
  - Rallus aequatorialis Sharpe, 1894 - rallo dell'Ecuador
  - Rallus semiplumbeus P. L. Sclater, 1856 - rallo di Bogotá
  - Rallus antarcticus King, 1828 - rallo australe
  - Rallus aquaticus Linnaeus, 1758 - porciglione eurasiatico
  - Rallus indicus Blyth, 1849 - porciglione guancebrune
  - Rallus caerulescens J. F. Gmelin, 1789 - porciglione africano
  - Rallus madagascariensis J. Verreaux, 1833 - porciglione del Madagascar
- Genere Lewinia G. R. Gray, 1855
  - Lewinia mirifica (Parkes e Amadon, 1959) - rallo di Luzon;
  - Lewinia pectoralis (Temminck, 1831) - rallo di Lewin;
  - Lewinia muelleri (Rothschild, 1893) - rallo delle Auckland.
- Genere Dryolimnas Sharpe, 1893
  - Dryolimnas cuvieri (Pucheran, 1845) - rallo di Cuvier;
  - Dryolimnas augusti † Mourer-Chauviré, Bour, Ribes e Moutou, 1999 - rallo di Réunion.
- Genere Aphanapteryx † Frauenfeld, 1868
  - Aphanapteryx bonasia † (de Sélys-Longchamps, 1848) - rallo rosso.
- Genere Erythromachus † Milne-Edwards, 1873
  - Erythromachus leguati † Milne-Edwards, 1874 - rallo di Rodrigues.
- Genere Crex Bechstein, 1803
  - Crex egregia (W. Peters, 1854) - rallo africano;
  - Crex crex (Linnaeus, 1758) - re di quaglie.
- Genere Rougetius Bonaparte, 1856
  - Rougetius rougetii (Guérin-Méneville, 1843) - rallo di Rouget.
- Genere Aramidopsis Sharpe, 1893
  - Aramidopsis plateni (W. Blasius, 1886) - rallo di Platen.
- Genere Mundia † Bourne, Ashmole e Simmons, 2003
  - Mundia elpenor † (Olson, 1973) - rallo di Ascensione.
- Genere Aphanocrex † Wetmore, 1963
  - Aphanocrex podarces † Wetmore, 1963 - rallo di Sant'Elena.
- Genere Atlantisia Lowe, 1923
  - Atlantisia rogersi Lowe, 1923 - rallo dell'isola Inaccessibile.
- Genere Aramides Pucheran, 1845
  - Aramides mangle (von Spix, 1825) - rallo boschereccio minore
  - Aramides axillaris Lawrence, 1863 - rallo boschereccio collorossiccio
  - Aramides cajaneus (Statius Müller, 1776) - rallo boschereccio collogrigio
  - Aramides albiventris Lawrence, 1868 - rallo ventrebianco
  - Aramides wolfi Berlepsch e Taczanowski, 1884 - rallo boschereccio bruno
  - Aramides ypecaha (Vieillot, 1819) - rallo boschereccio gigante
  - Aramides saracura (von Spix, 1825) - rallo boschereccio pettoardesia
  - Aramides calopterus P. L. Sclater e Salvin, 1878 - rallo boschereccio alirosse
- Genere Amaurolimnas Sharpe, 1893
  - Amaurolimnas concolor (Gosse, 1847) - rallo uniforme.
- Genere Gymnocrex Salvadori, 1875
  - Gymnocrex rosenbergii (Schlegel, 1866) - rallo faccianuda;
  - Gymnocrex talaudensis Lambert, 1998 - rallo delle Talaud;
  - Gymnocrex plumbeiventris (G. R. Gray, 1862) - rallo occhinudi.
- Genere Amaurornis Reichenbach, 1853
  - Amaurornis akool (Sykes, 1832) - rallo bruno;
  - Amaurornis isabellina (Schlegel, 1865) - rallo di macchia isabellino;
  - Amaurornis olivacea (Meyen, 1834) - rallo di macchia disadorno;
  - Amaurornis moluccana (Wallace, 1865) - rallo acquaiolo codarossiccia;
  - Amaurornis magnirostris Lambert, 1998 - rallo di macchia delle Talaud;
  - Amaurornis phoenicurus (Pennant, 1769) - rallo acquaiolo pettobianco;
  - Amaurornis flavirostra (Swainson, 1837) - rallo nero;
  - Amaurornis olivieri (G. Grandidier e Berlioz, 1929) - rallo sakalava.
- Genere Porzana Vieillot, 1816
  - Porzana astrictocarpus † Olson, 1973 - schiribilla di Sant'Elena;
  - Porzana bicolor Walden, 1872 - schiribilla codanera;
  - Porzana parva (Scopoli, 1769) - schiribilla eurasiatica;
  - Porzana pusilla (Pallas, 1776) - schiribilla grigiata;
  - Porzana porzana (Linnaeus, 1766) - voltolino;
  - Porzana fluminea Gould, 1843 - schiribilla australiana;
  - Porzana carolina (Linnaeus, 1758) - sora;
  - Porzana spiloptera Durnford, 1877 - schiribilla alimacchiate;
  - Porzana albicollis (Vieillot, 1819) - schiribilla golacenere;
  - Porzana fusca (Linnaeus, 1766) - schiribilla pettorossiccio;
  - Porzana paykullii (Ljungh, 1813) - schiribilla panciafasciata;
  - Porzana tabuensis (J. F. Gmelin, 1789) - schiribilla uniforme;
  - Porzana nigra † (J. F. Miller, 1784) - schiribilla di Tahiti;
  - Porzana monasa † (Kittlitz, 1858) - schiribilla di Kosrae;
  - Porzana atra North, 1908 - schiribilla di Henderson;
  - Porzana sandwichensis † (J. F. Gmelin, 1789) - schiribilla delle Hawaii;
  - Porzana palmeri † (Frohawk, 1892) - schiribilla di Laysan;
  - Porzana flaviventer (Boddaert, 1783) - schiribilla pettogiallo;
  - Porzana cinerea (Vieillot, 1819) - schiribilla dai sopraccigli.
- Genere Aenigmatolimnas J. L. Peters, 1932
  - Aenigmatolimnas marginalis (Hartlaub, 1857) - rallo striato.
- Genere Cyanolimnas Barbour e J. L. Peters, 1927
  - Cyanolimnas cerverai Barbour e J. L. Peters, 1927 - rallo di Zapata.
- Genere Neocrex P. L. Sclater e Salvin, 1869
  - Neocrex colombiana Bangs, 1898 - rallo della Colombia;
  - Neocrex erythrops (P. L. Sclater, 1867) - rallo beccodipinto.
- Genere Pardirallus Bonaparte, 1856
  - Pardirallus maculatus (Boddaert, 1783) - rallo macchiato;
  - Pardirallus nigricans (Vieillot, 1819) - rallo scuro;
  - Pardirallus sanguinolentus (Swainson, 1838) - rallo piombato.
- Genere Eulabeornis Gould, 1844
  - Eulabeornis castaneoventris Gould, 1844 - rallo castano.
- Genere Habroptila G. R. Gray, 1861
  - Habroptila wallacii G. R. Gray, 1861 - rallo invisibile.
- Genere Megacrex d'Albertis e Salvadori, 1879
  - Megacrex inepta d'Albertis e Salvadori, 1879 - rallo attero della Nuova Guinea.
- Genere Gallicrex Blyth, 1852
  - Gallicrex cinerea (J. F. Gmelin, 1789) - gallorallo acquaiolo.
- Genere Porphyrio Brisson, 1760
  - Porphyrio porphyrio (Linnaeus, 1758) - pollo sultano comune
  - Porphyrio madagascariensis (Latham, 1802) - pollo sultano africano
  - Porphyrio poliocephalus (Latham, 1801) - pollo sultano testagrigia
  - Porphyrio indicus Horsfield, 1821 - pollo sultano dorsonero
  - Porphyrio pulverulentus Temminck, 1826 - pollo sultano delle Filippine
  - Porphyrio melanotus Temminck, 1820 - pollo sultano australasiano
  - Porphyrio albus † (Shaw, 1790) - pollo sultano di Lord Howe
  - Porphyrio mantelli † (Owen, 1848) - mohoau
  - Porphyrio hochstetteri (A. B. Meyer, 1883) - takahe
  - Porphyrio alleni Thomson, 1842 - pollo sultano di Allen
  - Porphyrio martinicus (Linnaeus, 1766) - pollo sultano americano
  - Porphyrio flavirostris (J. F. Gmelin, 1789) - pollo sultano azzurro
- Genere Gallinula Brisson, 1760
  - Gallinula pacifica † (Hartlaub e Finsch, 1871) - gallinella delle Samoa
  - Gallinula silvestris (Mayr, 1933) - gallinella di San Cristobal
  - Gallinula nesiotis † P. L. Sclater, 1861 - gallinella di Tristan da Cunha
  - Gallinula comeri (J. A. Allen, 1892) - gallinella di Gough
  - Gallinula chloropus (Linnaeus, 1758) - gallinella d'acqua
  - Gallinula galeata (Lichtenstein, 1818) - gallinella americana
  - Gallinula tenebrosa Gould, 1846 - gallinella fosca
- Genere Paragallinula Sangster, Garcia-R & Trewick, 2015
  - Paragallinula angulata (Sundevall, 1850) - gallinella minore
- Genere Porphyriops Pucheran, 1845
  - Porphyriops melanops (Vieillot, 1819) - gallinella fianchimacchiati
- Genere Tribonyx Du Bus de Gisignies, 1840
  - Tribonyx ventralis (Gould, 1837) - gallinella codanera;
  - Tribonyx mortierii Du Bus de Gisignies, 1840 - gallinella della Tasmania.
- Genere Fulica Linnaeus, 1758
  - Fulica cristata J. F. Gmelin, 1789 - folaga cornuta;
  - Fulica newtoni † Milne-Edwards, 1867 - folaga delle Mascarene;
  - Fulica atra Linnaeus, 1758 - folaga comune;
  - Fulica alai Peale, 1848 - folaga delle Hawaii;
  - Fulica americana J. F. Gmelin, 1789 - folaga americana;
  - Fulica leucoptera Vieillot, 1817 - folaga alibianche;
  - Fulica ardesiaca Tschudi, 1843 - folaga ardesia;
  - Fulica armillata Vieillot, 1817 - folaga zamperosse;
  - Fulica rufifrons Philippi e Landbeck, 1861 - folaga fronterossa;
  - Fulica gigantea Eydoux e Souleyet, 1841 - folaga gigante;
  - Fulica cornuta Bonaparte, 1853 - folaga dai ciuffetti.

 Famiglia Sarothruridae 
- Genere Sarothrura
  - Sarothrura pulchra (J.E.Gray, 1829) - schiribilla macchiebianche
  - Sarothrura elegans (A.Smith, 1839) - schiribilla macchiefulve
  - Sarothrura rufa (Vieillot, 1819) - schiribilla pettorosso
  - Sarothrura lugens (Böhm, 1884) - schiribilla testacastana
  - Sarothrura boehmi Reichenow, 1900 - schiribilla pettostriato
  - Sarothrura affinis (A.Smith, 1828) - schiribilla codacastana
  - Sarothrura insularis (Sharpe, 1870) - schiribilla del Madagascar
  - Sarothrura ayresi (Gurney, 1877) - schiribilla alibianche
  - Sarothrura watersi (Bartlett, 1880) - schiribilla di Waters